# Mikuláš Lucemburský
Mikuláš Lucemburský (1321/1322, Praha – 30. července 1358, Belluno) – patriarcha aquilejský od roku 1350 do roku 1358.

## Život
Narodil se jako nemanželský syn českého krále Jana Lucemburského a neznámé matky. I přes nelegitimní původ se o Mikuláše lucemburská rodina postarala (vyrůstal snad na pražském královském dvoře) a zabezpečila mu církevní kariéru (otec, král Jan, mu zajistil dispens – prominutí nemanželského původu). Dne 2. srpna 1342 ho papež Klement VI. na žádost Jana Lucemburského jmenoval členem pražské diecéze (roku 1342 se stal proboštem v Žatci). V roce 1348 je Mikuláš doložen jako děkan v Olomouci a královský kancléř.
Klement VI. stanovil Mikuláše 7. ledna 1349 biskupem z Naumburku jako protikandidáta Johanna von Miltitz, v tomto sporu ovšem Mikuláš vítězem nebyl. Dne 31. října 1350 sdělil Mikuláš obyvatelům města Udine, že je novým aquilejským patriarchou. Na přelomu let 1351/2 nechal nový patriarcha popravit některé šlechtice, kteří údajně měli být zapleteni do vraždy Mikulášova předchůdce, Bertranda de St. Geniès.
Mikuláš byl v úřadu nápomocen lucemburským zájmům, v říjnu 1354 ho v patriarchátu navštívil i jeho polorodý bratr Karel IV. a patriarcha ho doprovázel (z Udine) při jeho císařské korunovační jízdě přes Itálii až do Říma. V roce 1354 Karel IV. propůjčil Mikulášovi ještě titul říšského vikáře Terstu a generálního vikáře Toskánska (1355) a posléze generálního vikáře ve Feltre a Bellunu.
V Bellunu také patriarcha Mikuláš v roce 1358 zemřel, zřejmě přirozenou smrtí. Pohřben je v katedrále Nanebevzetí Panny Marie v Udine.